# F. Augustus Heinze
Fritz Augustus Heinze (5 de diciembre de 1869 - 4 de noviembre de 1914) fue un empresario minero y financiero estadounidense de origen alemán, uno de los tres Reyes del Cobre de Butte, Montana, junto con William Andrews Clark y Marcus Daly. Calificado como inteligente, carismático y a la vez de carácter tortuoso, también era visto como un héroe, especialmente por muchos ciudadanos de Montana. Intervino con su hermano Otto como uno de los agentes que desencadenaron el Pánico financiero de 1907.  

## Primeros años
Heinze nació en Brooklyn, Nueva York, de padres adinerados: Otto Heinze, un inmigrante judío de Alemania y Lida Lacey, una inmigrante procedente de Irlanda. Era muy brillante, y tenía una buena educación recibida en Alemania (entre los 9 y los 15 años de edad) y después en el Instituto Politécnico de Brooklyn (ahora parte de la Universidad de Nueva York) y hablaba varios idiomas con fluidez. Se graduó en la Escuela de Minas de la Universidad de Columbia, Nueva York, en 1889. En lugar de emprender estudios adicionales en Alemania, como su padre deseaba, se dirigió al oeste, a Colorado y a Salt Lake City, para desarrollar su interés por la minería.

## Intereses mineros en Montana
En 1889 llegó a Butte, Montana, como ingeniero de minas para la Compañía de Boston y Montana. Se hizo famoso por su forma de beber y por divertirse en los salones de Butte y en las casas de juego, mientras que se vestía de gala para actos sociales y tenía una actitud respetuosa y modales que impresionaban a las mujeres. Ayudado por una herencia de 50.000 dólares de su padre recientemente fallecido, Heinze se dedicó a trabajar duro para ser un personaje importante en la escena minera de Montana. En 1894, la "Montana Ore Purchasing Company" de Heinze abrió una nueva y sofisticada fundición, lo que le permitió ofrecer a bajo precio la fundición de sus menas a pequeñas empresas mineras. Originalmente, Heinze tuvo que arrendar minas y asegurar el mineral a compañías independientes para poder seguir operando. Fue capaz de localizar filones ricos en minerales, y la mina Rarus, comprada en 1895, resultó ser una de las principales propiedades mineras de Butte.
Heinze había llegado a Butte mucho después de que los dos primeros Reyes del Cobre, William A. Clark y Marcus Daly, ya estuvieran bien establecidos (la compañía de Daly era la Anaconda, más tarde, la gigantesca Amalgamated Copper Mining Company, que tras la venta a William Rockefeller y Henry H. Rogers, directivos de la Standard Oil, se rebautizó como Anaconda Copper Mining Company). Para ponerse al día, las estrategias de Heinze incluían reducir la jornada laboral de sus mineros de diez a ocho horas. Los mineros lo consideraban un héroe.
Una de las leyes mineras autorizaba a un propietario a explotar las vetas que aflorasen en sus terrenos, y además le permitía seguirlas bajo el suelo en los terrenos de otros. Esto se conocía como la ley del ápice, y Heinze sostenía que sus mineros tenían el derecho de extraer mineral de cobre del subsuelo situado por debajo de los terrenos de los propietarios vecinos. 
Utilizando esta ley para su beneficio, Heinze emplearía hasta 30 abogados a la vez, paralizando a sus oponentes en el sistema legal con una demanda tras otra.
Con hábiles maniobras políticas, Heinze también se aseguró de que personas "amistosas" fueran nombradas jueces en Montana. En una ocasión, se descubrió que una "chica bonita" había ofrecido a un juez 100.000 dólares; se sabe que Heinze estuvo implicado, pero nunca fue acusado. También se convirtió en un brillante orador, y en discursos a los mineros y al público en general, retrató a la Amalgamated Company como una organización despiadada y opresiva.
En 1902, Heinze agrupó sus diversos intereses mineros en una empresa llamada United Copper Company, valorada en 80 millones de dólares y con capacidad para producir 40 millones de libras de cobre al año, en comparación con los 143 millones de libras producidas anualmente por la Amalgamated. 
En 1903, frustrados cuando la propiedad Rarus estuvo sometida a una orden judicial que paralizaba la mina, los mineros de Heinze se desplazaron a una propiedad contigua de la Amalgamated. Antes de ser detenido, Heinze logró sacar cien mil toneladas de mineral de cobre de alta ley. Hubo un combate cuerpo a cuerpo con los mineros de la compañía rival, los pozos de las minas de sus oponentes se contaminaron con la quema de caucho y la difusión de cal viva, se lanzaron granadas y se dispararon mangueras de alta presión. La dinamita también se utilizó, removiendo el terreno de la propiedad y destruyendo por completo cualquier evidencia de sus actividades. Heinze fue acusado de desacato al tribunal, pero solo fue multado con 20.000 dólares.
Las acciones de Heinze habían obstaculizado gravemente a su gran rival, la Amalgamated Company. En 1906, después de una década de guerra minera, John D Ryan negoció con Heinze para que vendiera sus intereses en Butte a la Amalgamated por un total de 12 millones de dólares.  Sus días de minería en Butte, Montana, habían llegado a su fin, pero Heinze había amasado una fortuna. 

## El papel de Heinze en el pánico de 1907
En 1907, Heinze se mudó a Nueva York para ser un actor importante, esta vez en el ámbito financiero. Situó la sede de su compañía, la United Copper, en el 42 de Broadway, a la vuelta de la esquina de Wall Street. Entró en el negocio bancario, formando una alianza con Charles W. Morse, con quien trabajó en al menos seis bancos nacionales, diez bancos estatales, cinco compañías fiduciarias y cuatro compañías de seguros. 
Al otro lado del pasillo de Heinze estaban sus hermanos Otto y Arthur P Heinze, que tenían una firma de corretaje. Fue Otto quien formuló el malogrado plan financiero de octubre de 1907, que fracasó drásticamente y fue un importante catalizador que causó el colapso financiero masivo de Estados Unidos, llamado el "pánico financiero de 1907". El plan de Otto era comprar agresivamente las acciones de United Copper. El precio se elevaría considerablemente. Luego, con los precios altos y Otto controlando la mayoría de las acciones, obligaría a los vendedores en corto a pagar las acciones prestadas. Los vendedores en corto no tendrían más remedio que conformarse con los precios altos controlados por Otto. 
Pero Otto sobreestimó la proporción de la compañía que controlaba la familia. Cuando obligó a los prestatarios a recomprar las acciones, pudieron obtenerlas de otras fuentes. En el momento en el que el mercado se dio cuenta de que su estrategia había fallado, el precio de las acciones de United Copper colapsó. En ese momento se extendió el pánico, a medida que la gente sacaba dinero de los bancos asociados con Heinze, y a continuación de las compañías de confianza asociadas con esos bancos.  Heinze finalmente apoyó la estratagema de su hermano y, debido a su fuerte participación en el sistema financiero, sufrió grandes pérdidas financieras y personales. Se le prohibió cualquier participación adicional en instituciones financieras. 
El pánico de 1907 fue una de las crisis financieras más importantes en la historia de Estados Unidos. Hubo varios factores que contribuyeron a su formación, como el enorme costo del devastador terremoto de San Francisco de 1906, pero fueron las acciones de los hermanos Heinze las que causaron gran parte del pánico. La crisis de 1907 finalmente llevó a la formación del Sistema de la Reserva Federal de los Estados Unidos en 1913.

### Cargos contra Heinze
En 1908, Heinze fue acusado por su papel en la operación especulativa, y se inició una serie de casos judiciales que duraron años en los tribunales de Nueva York. Sin embargo, una serie de incidentes afortunados en los tribunales lo llevaron a su exoneración total.
Cuando Heinze regresó a Butte después de su exoneración "Su llegada fue un evento monumental. Los comités de recepción se reunieron con su tren... Una animada banda y una procesión automovilística de sus seguidores desfilaron por la ciudad... Se ató una gran cuerda a la viga del carro para que más hombres pudieran ayudar a tirar de su héroe".
Una de las historias más intrigante es la de los registros financieros de la United Copper perdidos. En junio de 1909, Heinze, su hermano Arthur P Heinze y Carlos Warfield (Presidente de la Ohio Copper Company) fueron acusados de ocultar los libros y la correspondencia de la United Copper. Los agentes del servicio secreto seguían a los hombres de la United Copper con sus baúles llenos de libros de la compañía, que viajaron de Nueva York a Nueva Jersey. Uno de los hombres trató de llevar un baúl a Montreal, Quebec, Canadá, pero el encargado del equipaje del ferrocarril no aceptó el baúl de 378 libras de peso. Los baúles se encontraron finalmente en un sótano en la West Fifty-Fifth Street de Nueva York. Faltaban otros dos baúles, ¡pero Heinze le prometió al juez que los encontraría!
Después de ocultar los libros, los directores de la United Copper Company se rebelaron contra Heinze, pero el día anterior a su destitución, reemplazó a la junta directiva.
También fue acusado de agredir a un taxista en Nueva York, pero el juez desestimó el caso y acordó con Heinze que el conductor del taxi había cobrado una tarifa demasiado alta. Parte de la defensa de Heinze estaba basada en que solo porque el conductor del taxi era más pequeño que él, eso no significaba que no pudiera darle un buen puñetazo a Heinze, y este sintió que tenía que golpearlo primero.

## Intereses mineros en Utah
Justo antes de los tumultuosos eventos de 1907, los intereses de Heinze se habían dirigido a las minas de Bingham Canyon, al suroeste de Salt Lake City, Utah. Adquirió una participación mayoritaria en la Compañía de Fundición y Minería Consolidada de Bingham y en la Compañía de Cobre de Ohio. Desafortunadamente, mientras luchaba en los tribunales debido a sus muchas denuncias, las operaciones debían obtener fondos y la participación de Heinze en Utah finalmente demostró ser más un impedimento que su salvación. 
La operación minera y los molinos de todas las compañías en Bingham se ubicaron en el estrecho Bingham Canyon, incluido el pequeño molino Winnamuck de 150 toneladas/día de Ohio. Una broma local decía que el cañón era tan estrecho, que para que un perro moviera su cola en el cañón, tenía que moverla hacia arriba y hacia abajo, no de lado a lado.

### El túnel de Mascotte
Debido a la ubicación de las minas subterráneas, la Ohio Copper Company buscó tener una ventaja sobre sus oponentes al transportar el mineral desde las minas hasta un molino (con una capacidad planificada de 3000 toneladas/día) que construirían en el municipio de Lark, fuera del cañón. El transporte del mineral solo se podía hacer a través de un túnel. La expansión del túnel existente de Dalton y Lark comenzó en 1907. El túnel, de 4,8 km de largo, se llamaba Túnel Mascotte, en honor a un antiguo director de la compañía Dalton & Lark.
El túnel Mascotte era propiedad de la Bingham Consolidated, una compañía que se encaminaba a la bancarrota. Heinze nunca perdía una oportunidad y Bingham Consolidated (con Heinze como principal accionista) vendió el túnel (aún sin terminar) a la Bingham Central Railway Company (una empresa propiedad de Heinze) por 150.000 dólares. Con esta transacción, Heinze había adquirido la propiedad exclusiva de la única ruta que un día uniría las minas de Ohio Copper Company y su fábrica. 
Cuando se completó el túnel en marzo de 1909, el Gerente General, Colin McIntosh, dijo: "Fue una de las tareas de topografía más difíciles realizadas en el estado y los hombres que lo hicieron sin desviarse una pulgada del camino, no recibieron demasiados elogios". Heinze visitó Salt Lake City por primera vez desde 1906 para inspeccionar las instalaciones. Fue recibido con mucha alegría por los mineros, muchos de los cuales habían trabajado para Heinze en Montana. La ubicación de la salida del túnel Mascotte se sitúa en las coordenadas (40° 31'37 N, 112° 05'52 O).
En 1909, se produjo entre los accionistas un considerable temor por el control que ejercía Heinze sobre la Ohio Copper Company a través de la única línea de transporte posible para la compañía, el túnel de Mascotte. Un director anónimo dijo en una entrevista que "en caso de que el Sr. Heinze niegue el uso del túnel de Mascotte en cualquier momento, se quedaría sin acceso a su propio molino, excepto por métodos tortuosos y costosos. La opinión más generalizada es que Heinze es demasiado poco cauteloso como para permitir dejar pasar la oportunidad de asegurarse una posición de mando sobre Ohio Copper...".
John D Ryan (que había negociado el acuerdo con Heinze en Montana) y Thomas F. Cole de Amalgamated Copper se ofrecieron a comprar la Compañía de Cobre de Ohio a Heinze. Sin embargo, hicieron la oferta a condición de que el túnel Mascotte fuera parte del trato. Heinze se negó.
En diciembre de 1910 hubo una creciente preocupación por el funcionamiento de la Ohio Copper Company. Según los informes, los grandes accionistas estaban insatisfechos con la administración de Heinze y consideraban que las ganancias de la compañía no eran suficientes para satisfacer a los acreedores, que pedían la liquidación de sus reclamaciones. La Compañía Central de Ferrocarriles de Bingham estaba cobrando a la Compañía de Cobre de Ohio 15 centavos por cada tonelada de mineral transportada a través del túnel Mascotte, lo que le daba a Heinze entre 200 y 300 dólares por día.

### La partida de Heinze
El Manual del Cobre de Steven, de 1911, decía de Heinze: "La compañía United Copper es operada por F Augustus Heinze como una empresa que vende acciones sin especificar cómo se gastará el dinero invertido. Se ha mostrado completamente rapaz, sin escrúpulos y sin conciencia en sus operaciones mineras y financieras. Aproximadamente un tercio de las acciones ordinarias se mantienen en Holanda, y los desafortunados inversores holandeses intentaron obtener una información explícita sobre los asuntos de la compañía en junio de 1911. La United Copper Company solo puede considerarse como una pieza excepcionalmente audaz de balance de inventario."
En febrero de 1913, la United Copper Company entró en quiebra, por lo que sus activos (incluida la Ohio Copper) podrían deshacerse. A mediados de 1914, en una asamblea de accionistas, el control de la Ohio Copper Company pasó de Heinze a William O Allison, presidente de la compañía. Los pagos vencidos no se habían cumplido y Heinze afirmó que esto se debía a los costos asociados a los litigios en curso que debía afrontar. 
Tras la partida de Heinze, la Compañía Central de Ferrocarriles de Bingham (túnel de Mascotte) se incorporó a la nueva Compañía de Cobre de Ohio, y la empresa combinada se llamó Compañía de Minería de Cobre de Ohio de Utah, que operó hasta 1951. Las propiedades de la Ohio Copper pasaron a formar parte de la enorme mina del cañón de Bingham. 

## Matrimonio
En agosto de 1910, Heinze se casó con Bernice Henderson, una actriz (que había interpretado el papel de vampiro en los escenarios). Se divorciaron en 1912. Los dos se reconciliaron en el lecho de muerte de Bernice en 1913. Tuvieron un hijo, Fritz Augustus Heinze, Jr. 

## Muerte
En noviembre de 1914, Heinze sufrió una hemorragia estomacal causada por una cirrosis hepática y murió a los 44 años de edad.
La herencia de Heinze fue disputada por dos mujeres que afirmaban estar legalmente casadas con él, pero fue a parar a su hijo de dos años, Fritz Augustus, quien fue adoptado por la hermana de Heinze, Lida Fleitmann. Heinze no dejó testamento.
El periódico Filadelfia Inquirer escribió que: "La lucha de Heinze pudo haber valido la pena. Es posible que haya logrado un bien sustancial para Montana, pero su muerte temprana en una relativa pobreza ilustra cuán tortuosas son las formas del especulador y cuán peligroso es el juego". Algunos de los residentes de Butte, Montana, pensaron en erigir una estatua en su honor, pero nunca llegó a realizarse.

## Lecturas relacionadas
- Bruner, Robert F; Sean D Carr (2007). The Panic of 1907 – Lessons Learned from the Market's Perfect Storm. Hoboken, New Jersey: John Wiley and Sons. ISBN 978-0-470-45258-5.
- McNelis, Sarah (1968). Copper King at War. Missoula: University of Montana Press. McNelis, Sarah (1968). Copper King at War. Missoula: University of Montana Press. McNelis, Sarah (1968). Copper King at War. Missoula: University of Montana Press.  Entre las fuentes de McNelis había una colección de correspondencia de 72 páginas que tuvo con Otto Heinze entre 1943 y 1947.
- Malone, Michael P. (2006). The Battle for Butte – Mining and Politics on the Northern Frontier, 1864-1906. Seattle, Washington: University of Washington Press. ISBN 0-295-98607-7.
- Redmond, George (1999). Stock Market Operators. London: Financial Times, Prentice Hall. ISBN 0-273-64311-8.
- Sales, Reno H (1964). Underground Warfare at Butte. Butte: World Museum of Mining.